# Куйсак
Куйса́к — река в России, протекает по Челябинской области. Устье реки находится в 48 км по правому берегу реки Зингейка. Длина Куйсака составляет 30 км.

## Данные водного реестра
По данным государственного водного реестра России, река относится к Уральскому бассейновому округу. Водохозяйственный участок реки — Урал от Магнитогорского гидроузла до Ириклинского гидроузла. Речного подбассейна Куйсак не имеет, речной бассейн — Урал (российская часть бассейна).
Код объекта в государственном водном реестре — 12010000312112200001878.